# Tenji
Tenji (天智天皇, Tenji-tennō, 626-672) was de 38e keizer van Japan volgens de traditionele opvolgvolgorde.
Zijn eigenlijke naam was Naka-no-Ōe.
In 645 was hij betrokken in een staatsgreep tegen de Soga-familie. Hierna deed zijn moeder, keizerin Kogyoku afstand van de troon. Zijn oom Kōtoku werd de nieuwe keizer, en Naka-no-Ōe werd zijn regeringsleider. Als zodanig was hij een van de aanstichters van de Taika hervormingen.
In 661 werd Tenji keizer. Tijdens zijn regeerperiode gingen de hervormingen door. Zo werd in 670 een volkstelling gehouden, die werd gebruikt voor belastingdoeleinden.
Tenji's hulp werd ingeroepen door Paekche, een van de staten van Korea. De troepen van Paekche en Japan werden echter verslagen door die van Silla en T'ang. Een vergelijkbaar verzoek van Koguryo werd geweigerd, en heel Korea kwam onder invloed van Silla en China. In Japan werden verdedigingswerken opgericht, maar diplomatie wist een invasie te voorkomen.
Na de dood van Tenji ontstond een korte maar hevige successiestrijd tussen zijn zoon Kobun en zijn broer Tenmu, die na een maand van gevechten, bekend onder de naam Jinshinverstoring, door de laatste gewonnen werd.
* Regent Jingu staat niet op de traditionele lijst.